# صموئيل هاريسون
صموئيل هاريسون (بالإنجليزية: Samuel Harrison)‏ مواليد 04 مارس 1802 في مانشستر - الوفاة 23 يوليو 1867 في تورونتو، كان دراج إنجليزي.